# Soper
Soper – miasto w Stanach Zjednoczonych, w stanie Oklahoma, w hrabstwie Choctaw.